# دریکند
دریکند (به انگلیسی: Darikund) یک منطقهٔ مسکونی در پاکستان است که در خیبر پختونخوا واقع شده‌است.